# Acanthomyrmex laevis
Acanthomyrmex laevis är en myrart som beskrevs av Mark W. Moffett 1986. Acanthomyrmex laevis ingår i släktet Acanthomyrmex och familjen myror. Inga underarter finns listade i Catalogue of Life.